# Antoine Pouillieute
 (mai 2020).
Si vous disposez d'ouvrages ou d'articles de référence ou si vous connaissez des sites web de qualité traitant du thème abordé ici, merci de compléter l'article en donnant les références utiles à sa vérifiabilité et en les liant à la section « Notes et références ».
Antoine Pouillieute est un homme politique et diplomate français, né le 20 décembre 1951 à Abbeville. Il a également été membre du Conseil d'État.

## Biographie
Fonctionnaire des impôts, Antoine Pouillieute a intégré l'ENA par le concours interne pour en sortir au Conseil d'État en 1981. Il a travaillé auprès d'Édouard Balladur, lors de la première cohabitation, comme directeur adjoint de son cabinet, poste qu'il retrouve à Matignon en 1993 avant de s'orienter vers l'international et le développement.
Proclamé député du Val-de-Marne en 1995 à la suite de la mort du titulaire Robert-André Vivien, il démissionne au bout de cinq jours : il venait, en effet, d'être nommé directeur général de la Caisse française de développement (CFD), devenue Agence française de développement (AFD) en 1998. Antoine Pouillieute exerce cette responsabilité jusqu'en 2001. Durant l'absorption du ministère de la Coopération par celui des Affaires étrangères, il réussit à installer l'Agence au cœur du dispositif français de solidarité internationale, permettant ainsi son développement ultérieur.
N'ayant pas sollicité de troisième mandat à la tête de l'AFD, il est nommé ambassadeur de France au Viêt Nam, puis au Brésil. Entretemps, il a exercé les fonctions de secrétaire général adjoint du Quai d'Orsay responsable de la direction générale de l'administration et de la modernisation.
Antoine Pouillieute devient ensuite consultant en stratégie, conseillant notamment les groupes qui souhaitent s'implanter dans les pays émergents. Il dirige sa propre société de conseil, exerce divers mandats d'intérêt général (au château de Versailles, à la fondation Belém) et préside la Commission nationale de reconversion des militaires dans la fonction publique civile (CNOI), commission placée auprès du Premier ministre. Il est l'auteur de nombreux articles et conférences sur les relations internationales et les pays émergents.

## Détail des fonctions et des mandats

### Carrière administrative
- 1981 : membre du Conseil d'État
- 1986 : directeur adjoint du cabinet du ministre de l'Économie et des Finances
- 1993 : directeur adjoint du cabinet du Premier ministre
- 1993 : directeur de cabinet du ministre de la Coopération
- 1995 : directeur général de l'Agence française de développement (AFD)
- 2001 : conseiller d'État, ambassadeur de France au Viêt Nam
- 2004 : secrétaire général adjoint du ministère des Affaires étrangères, chargé de la direction générale de l'administration
- 2006 : ambassadeur de France au Brésil
- 2010 : consultant en stratégie
- 2012 : président de France expertise internationale
- 2017 : président de International Projects Governance
- 2018 : administrateur de la fondation Belém, administrateur de l’établissement public du château, du musée et du domaine national de Versailles
- 2019 : président de la Commission nationale de reconversion des militaires dans la Fonction publique civile (CNOI)

### Mandat parlementaire
- 9 - 13 mai 1995 : député de la 6e circonscription du Val-de-Marne

## Distinctions
- Commandeur de la Légion d'honneur,
- Officier de l'ordre national du Mérite,
- Chevalier de l'ordre des Palmes académiques,
- Chevalier de l'ordre du Mérite agricole,
- Chevalier de l'ordre des Arts et des Lettres,
- Médaille de la jeunesse, des sports et de l'engagement associatif, or.
- et de nombreuses décorations étrangères dont :
- Grand-croix de l'ordre national de la Croix du Sud (Brésil),
- Commandeur de l'ordre du Ouissam alaouite (Maroc).
- (?) Ordre du Vietnam.